# Motions and Emotions
Motions and Emotions ist ein Studioalbum des Jazzpianisten Oscar Peterson, das er 1969 für das deutsche Label MPS von Hans Georg Brunner-Schwer aufnahm. 

## Hintergrund
Das Album enthält Jazz-Versionen bekannter Songs aus den Bereichen Pop, Easy Listening und Songwriting, begleitet von seinem Quartett und einem zurückhaltend agierenden Orchester. Die entsprechenden Arrangements stammen von Claus Ogerman, der auch als Dirigent des Orchesters und Produzent mitwirkte. Als Konzertmeister fungierte der US-amerikanische Geiger David Nadien, der von 1966 bis 1970 auch als Konzertmeister der New Yorker Philharmoniker tätig war.

## Titelliste
1. Sally’s Tomato (Henry Mancini) – 3:11
2. Sunny (Bobby Hebb) – 3:33
3. By the Time I Get to Phoenix (Jimmy Webb) – 4:26
4. Wandering (Gayle Caldwell) – 2:58
5. This Guy’s in Love with You (Burt Bacharach, Hal David) – 3:50
6. Wave (Antonio Carlos Jobim) – 6:05
7. Dreamsville (Ray Evans, Jay Livingston, Henry Mancini) – 3:01
8. Yesterday (Lennon/McCartney) – 3:59
9. Eleanor Rigby (Lennon/McCartney) – 3:09
10. Ode to Billie Joe (Bobbie Gentry) – 2:39

## Ausgaben
Das Album erschien Anfang 1970 in Europa und Japan als Schallplatte, zwei Jahre später auch in den USA. Im Jahr 1990 erschien es erstmals als CD, veröffentlicht von Polydor. 2005 wurde das Album unter der Regie von Produzent Matthias Künnecke bei Universal Music in der Reihe Most Perfect Sound Edition als remasterte Version auf CD neu aufgelegt und 2018 von Edel auch als Langspielplatte, neu überspielt von den originalen Masterbändern von Toningenieur Christoph Stickel.

## Rezeption
NPR-Jazzkritiker Kevin Whitehead hatte „gemischte Gefühle“ bei diesem wiederaufgelegten Album. Es sei zwar eine „tadellos gespielte Aufnahme.“ Aber „Ogerman plus Peterson erinnert eher an eine klimpernde Piano-Cocktail-Stunde.“ Die zugrunde liegende Ästhetik stamme aus den Hollywood-Liebesgeschichten der späten 1960er Jahre. Tiefe, rauschende Flöten und Bossa-Nova-Gitarren würden der Aufnahme Klasse verleihen. Faszinierend an dieser Musik sei vermutlich „die Kluft zwischen der großen Kinoleinwand und dem bescheidenen Ehrgeiz, Orchesterkräfte zu vereinen, um leicht zugängliche Popmusik-Coverversionen zu produzieren“.
Der Trompeter Till Brönner schrieb über das Album: „Motions & Emotions by Oscar Peterson is actually my absolute favourite album. I think Motions & Emotions might even be the perfect instrumental album.“ („Motions & Emotions von Oscar Peterson ist eigentlich mein absolutes Lieblingsalbum. Ich denke, Motions & Emotions könnte sogar das perfekte Instrumentalalbum sein.“)